# Valdemar Thisted
Valdemar Adolph Thisted (født 26. februar 1815 i Aarhus, død 11. oktober 1887 på Frederiksberg) var en dansk forfatter, søn af Jørgen Thisted.
Thisted blev student 1833 og tog, efter en tid at have været huslærer på en herregård, teologisk embedseksamen 1840; samme år oprettede han i Skanderborg en drengeskole, og der begyndte han sin litterære virksomhed med En Vandring i Syden af Emanuel St Hermidad; bogen, der udkom 1843, gjorde ikke ringe opsigt og rostes i pressen for den "Vederhæftighed", hvormed Sydens natur og folkeliv var skildret; Thisted havde i virkeligheden dengang aldrig været uden for Danmark, men rådede over en levende fantasi og efterligningsevne. Efter at have foretaget en rejse i Tyskland og Schweiz blev han 1846 ansat som adjunkt i Aarhus; derfra udsendte han, stadig under sit oprindelige pseudonym, i løbet af få år en hel række til dels omfangsrige romaner og fortællinger, der fandt mange læsere og indbragte ham en rejseunderstøttelse af statskassen. I 1849 drog han syd på og tilbragte det meste af et år i Rom, hvor han brugte sine øjne godt og ikke mindre flittig sin pen; som frugter af hans rejsestudier kan nævnes hans Episoder af et Rejseliv (1850), Romerske Mosaiker (1851), den store romantiske digtning Sirenernes Ø (1852) og Neapolitanske Akvareller (1855). I 1855 blev Thisted kaldet til sognepræst for Højrup i Sønderjylland og forflyttedes 1862 derfra til Tømmerup ved Kalundborg; 1870 måtte han på grund af sygelighed tage sin afsked, og de år, han endnu havde tilbage, henlevede han som en hjælpeløs, om end i det hele åndslivlig krøbling.
I sine præsteår arbejdede han væsentlig som etisk-religiøs forfatter; 1859 udgav han således under navnet Herodion de to bind Præstekald, hvori han i brevform drøftede sædelige, kristelige og psykologiske spørgsmål med ikke ringe liv og energi, men i en ofte springende form og med stor bredde; megen vægt lægger han på redegørelsen for sin opfattelse af forhold mellem stat og kirke og mellem præst og menighed, og her stiller han sig afgjort frisindet, ikke mindst, hvor han kæmper for indførelse af menighedsråd; værket gjorde megen opsigt og gav anledning til en vidtløftig diskussion både i pressen og i særlige småskrifter. Væsentlig som religiøst tendensskrift må også det af alle hans arbejder, der har vakt størst røre, Breve fra Helvede af M. Rowel (1866), betegnes. Stærkt påvirket af Søren Kierkegaard går forfatteren her ud på at vække syndserkendelse og "Gru for den evige Dom", og på mangt et sind har bogen sikkert virket stærkt i kraft af den levende fantasi, hvormed de enkelte billeder er malede, og som let får læseren til at overse, at bogen som helhed er alt andet end godt komponeret. Den har vundet meget stor udbredelse både i Danmark og i udlandet, særlig i Tyskland, hvor den er trykt i en snes oplag. Et slags modstykke til Breve fra Helvede er romanen Høgholt (1868), der skildrer himmerigs glæde; det er et i alle henseender meget svagt arbejde, der viser med fuld klarhed, hvad der glimtvis kommer frem i alle hans frembringelser, at Thisted var en forfatter med en rig skabende fantasi, som han havde vanskeligt ved at tøjle, en følelse, der ofte savner præg af ægthed, og en teknik, der kunde svigte på de mest afgørende punkter.